# 豊泉由樹緒
豊泉 由樹緒（とよいずみ ゆきお、1958年10月28日 - ）は、日本の男性俳優。舞台芸術学院卒。劇団東演所属。

## 出演

### テレビドラマ
- 西田敏行の泣いてたまるか 第7話「幽霊は不倫する」（1986年12月2日、TBS）
- 火曜サスペンス劇場 女検事・霞夕子 第3作「非常階段をおりる女」（1987年1月13日、日本テレビ）
- 土曜ワイド劇場 温泉若おかみの殺人推理 第4作「みちのく飯坂温泉 若女将が見た誘拐の意外な結末!」（1996年2月10日、テレビ朝日）
- ウルトラマンダイナ 第25話「移動要塞（クラーコフ）浮上せず!（前編）」（1998年2月28日、毎日放送） - コミヤ職員 役

### テレビアニメ
1999年
- 魔装機神サイバスター（工場長）

### 舞台
- 劇団東演
  - 「花になりて散らばや」（2000年5月） - 佐山 役
  - 「そして、あなたに逢えた」（2000年12月） - 平岡祐一 役
  - 「どん底」（2001年3月） - ブブノフ 役
  - 「黄昏のメルヘン」（2001年12月） - 親方 役
  - 「三文オペラ」（2002年2月） - ブラウン 役
  - 「崖下の幸福」（2003年3月） - 茜沢徹人 役
  - 「赤い荒野と洗濯機」（2003年8月） - 町長 役
  - 「フィラデルフィアへやって来た！」（2005年4月） - ベン・バートン 役
  - 「いちゃりば兄弟」（2006年7月） - 石田 役
  - 「恋でいっぱいの森」（2007年6月） - レオナート 役
  - 「ポロロカの夢」（2010年6月） - 豊田正悦 役
  - 「ハムレット」（2011年3月） - マーセラス・フォーティンブラス 役
  - 「つがいのエプロン」（2011年12月） - 生方泰 役
  - 「結婚の申込」（2012年9月） - 秩父番助 役
  - 「ハムレット」（2013年5月〜7月） - マーセラス・フォーティンブラス 役
  - 「酒場」（2023年11月）[2]
- ナターシャ
- マリウス
- 日と火と碑と人

他多数出演

### バラエティ
- 母と子のテレビタイム（NHK）